# 843 Nicolaia
843 Nicolaia
843 Nicolaia là một tiểu hành tinh ở vành đai chính. Nó được H. Thiele phát hiện ngày 30.9.1916 ở Bergedorf, nhưng bị thất lạc tới 65 năm mới được "Heidelberg Astronomisches Rechen-Institut" tái phát hiện năm 1981. Nó được đặt theo tên Thorvald Nicolai Thiele, nhà thiên văn học, toán học kiêm chuyên viên tính toán rủi ro bảo hiểm người Đan Mạch, cha của nhà thiên văn học Holger Thiele.